# Patricia Hitchcock
Patricia Alma O’Connell (wym. [pəˈtrɪʃə ˈɑlmə oʊˈkɑnəl], z domu Hitchcock, ur. 7 lipca 1928 w Londynie, zm. 9 sierpnia 2021 w Thousand Oaks) – angielska aktorka filmowa, teatralna, telewizyjna i producentka. Jedyna córka reżysera Alfreda Hitchcocka i jego żony Almy Reville. Wystąpiła w trzech filmach fabularnych ojca (Trema; 1950, Nieznajomi z pociągu; 1951 i Psychoza; 1960) oraz w latach 1955–1960 w kilku odcinkach serialu kryminalnego Alfred Hitchcock przedstawia, emitowanego od 1955 do 1962. Grywała również gościnnie w programach telewizyjnych.
W 2003 opublikowała wspólnie z Laurentem Bouzereau biografię swojej matki pod tytułem Alma Hitchcock: The Woman Behind the Man.

## Życiorys

### Młodość i rodzina

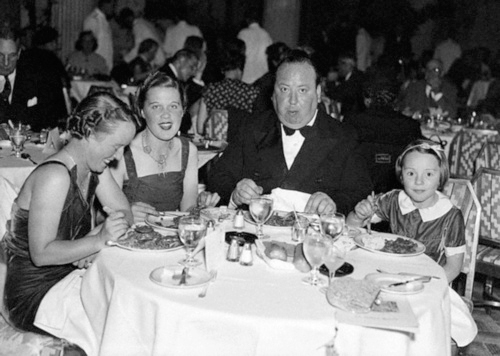
Od lewej: Reville, Joan Harrison, Hitchcock i dziewięcioletnia Patricia Hitchcock (24 sierpnia 1937)

Patricia Alma Hitchcock urodziła się 7 lipca 1928 w domu przy Cromwell Road 153 w Londynie, jako jedyna córka reżysera Alfreda Hitchcocka (1899–1980) i Almy Reville (1899–1982). Od najmłodszych lat nazywano ją „Pat”. Po jej narodzinach ojciec zakupił za kwotę 2,5 tys. funtów 11-akrową posiadłość Winter’s Grace nieopodal Shamley Green, położoną pięć mil od Guildford, gdzie cała rodzina spędzała weekendy. Uczęszczała do szkoły z internatem w Sussex. Od dziecka przejawiała uzdolnienia sceniczne. Reżyser Alexander Korda napisał do niej list z pochwałami za występ w szkolnym przedstawieniu Król, który niczego się nie nauczył oraz zaoferował dziewczynce kontrakt filmowy.
Na początku marca 1939 razem z rodzicami przeniosła się do Stanów Zjednoczonych. Uczęszczała do prywatnej szkoły dla dziewcząt Marymount High School, prowadzonej przez siostry z zakonu przy Bulwarze Zachodzącego Słońca w Bel Air, dzielnicy Los Angeles w stanie Kalifornia. Do grona jej ulubionych gwiazd filmowych należeli: Bette Davis, Bing Crosby, Bob Hope, Cary Grant, Clark Gable, Fredric March, Gene Autry oraz Humphrey Bogart.

### Debiut teatralny i filmowy

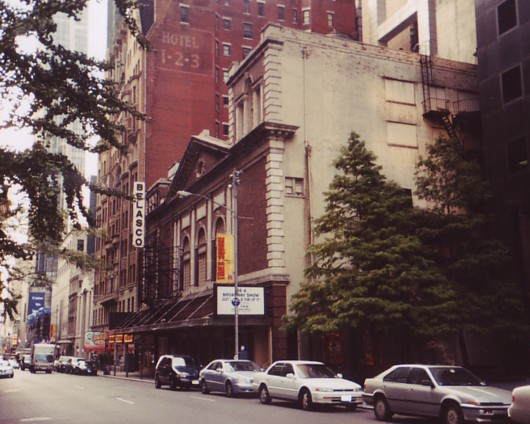
Belasco Theatre (na zdj. w 2006), w którym Hitchcock występowała w sztuce Violet jesienią 1944

W 1941 zadebiutowała w teatrze. Wystąpiła u boku Victora Kiliana w komediodramacie Solitaire autorstwa Johna Van Drutena, reżyserowanym przez Dudleya Diggesa. Wcieliła się w Virginię, bogatą dziewczynę, zaprzyjaźniającą się z włóczęgą. Za swoją kreację zebrała przychylne opinie krytyków, w przeciwieństwie do spektaklu, który uważano za „błahy i bez innowacji”. Brooks Atkinson, recenzując jej występ, pisał za pośrednictwem „The New York Timesa”, że „gra Virginię z dziecinną niewinnością i szczerością”. Z uwagi na japoński atak na Pearl Harbor, przeprowadzony 7 grudnia, przedstawienie zdjęto z afisza po trzech tygodniach. „Przed premierą nie czułam się zbyt pewnie. Byłam zdenerwowana. Ale odetchnęłam, gdy dowiedziałam się, że na widowni nie będzie ojca. Kręcił wtedy film [Sabotaż] w Hollywood” – wspominała.

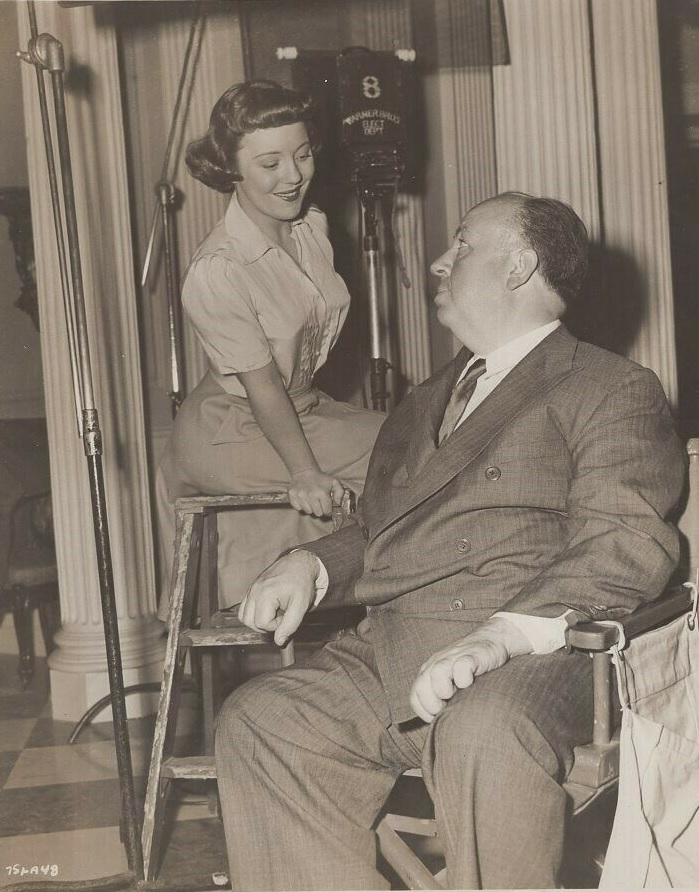
Patricia Hitchcock z ojcem na planie filmu Nieznajomi z pociągu (1951; była to druga z trzech produkcji jej ojca, w której zagrała)

Po raz drugi wystąpiła na scenie w 1944, w wieku szesnastu lat. Zagrała w broadwayowskiej komedii Violet, będącej adaptacją cyklu opowiadań o młodej pannie Majsterklepce autorstwa Whitfielda Cooka. Premiera miała miejsce w nowojorskim Belasco Theatre, jednak krytyczne recenzje – Violet określano jako „nad wyraz przygnębiającą komedię” – spowodowały zdjęcie sztuki z afisza po dwudziestu trzech przedstawieniach.
Ukończywszy w 1947 Marymount High School, mając aktorskie ambicje, przeniosła się do Londynu, gdzie od 1948 do 1950 studiowała na Royal Academy of Dramatic Art (RADA). W 1950 zadebiutowała w filmie fabularnym Trema, reżyserowanym przez jej ojca. Otrzymała drobną rolę Chubby Bannister, przyjaciółki Evy Gill (Jane Wyman). Hitchcock w żartobliwym tonie przyznawał: „Chcę sprawdzić, czy nauczyła się czegoś na studiach i czy warto było na to wydawać pieniądze”. W tym samym roku zagrała w dramacie historycznym The Mudlark (reż. Jean Negulesco) z głównym rolami Aleca Guinnessa i Irene Dunne.
Rok później otrzymała angaż do psychologicznego dreszczowca noir Nieznajomi z pociągu, również reżyserowanego przez Hitchcocka. Wcieliła się w postać Barbary, młodszej siostry Anny Morton (Ruth Roman). W ocenie Patricka McGilligana była to „najbardziej złożona postać, jaką córka Hitchcocka zagrała w filmie swojego ojca, została ukazana jako wesoła miłośniczka zbrodni”. Mimo że Hitchcock wymyślił postać Barbary specjalnie z myślą o córce (nie występuje ona w książce autorstwa Patricii Highsmith z 1950, na podstawie której zrealizowano film), to musiała ona uczestniczyć w castingach do produkcji ojca, podobnie jak i inni aktorzy, oraz traktowano ją na planie bez żadnych przywilejów. Wspominając pracę nad filmem przyznawała: „Na planie [ojciec] dawał mi polecenia i zachowywał się bardzo krytycznie. Mogłabym równie dobrze nazywać się Jane Jones, a nie Patricia Hitchcock”.
W latach 50. występowała też w radiu i telewizji, pojawiając się w takich programach, jak Suspense, The Life of Riley, sitcomie My Little Margie oraz w jednym z odcinków Playhouse 90, reżyserowanym przez Johna Frankenheimera. Miała otrzymać rolę w serialu komediowym stacji NBC The Robert Cummings Show (dostała ją Ann B. Davis), lecz plany te przerwała ciąża. W latach 1955–1960 pojawiła się gościnnie w dziesięciu odcinkach serialu kryminalnego Alfred Hitchcock przedstawia. Jak twierdziła, „potrzebowali dziewczyny z angielskim akcentem”. W 1956, będąc już mężatką, wystąpiła w roli damy dworu w dramacie religijnym Dziesięcioro przykazań (reż. Cecil B. DeMille).
Cztery lata później po raz trzeci zagrała u ojca, w dreszczowcu psychologicznym Psychoza. Wcieliła się w rolę Caroline, rozgadanej współpracownicy Marion Crane (Janet Leigh) (postać Caroline nie występowała w powieści Roberta Blocha z 1959). Otrzymywała 500 dolarów dziennie, z gwarancją dwudniowej pracy.
W 1975 wystąpiła u boku Barbary Baxley i Cloris Leachman w filmie telewizyjnym Ladies of the Corridor (reż. Robert Stephens), emitowanym w stacji PBS. Rok później zagrała w telewizyjnej wersji Six Characters in Search of an Author (reż. Stacy Keach). Ostatni raz na ekranie pojawiła się w 1978, występując w produkcji Skateboard (reż. George Gage).

### Po zakończeniu kariery aktorskiej

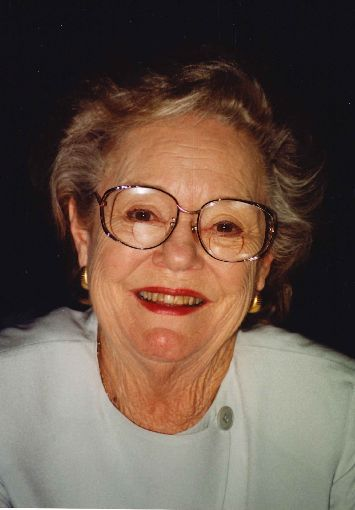
Patricia Alma O’Connell (1996)

W 1984 przekazała Margaret Herrick Library w Beverly Hills w stanie Kalifornia dokumentację ojca, jego zdjęcia, pamiątki oraz materiały produkcyjne. Zajmowała się również recenzjami książek poświęconych jej ojcu. Publicznie skrytykowała biografię pióra Donalda Spoto – Alfred Hitchcock: The Dark Side of Genius z 1980, w której autor przedstawił reżysera jako „makabrycznego żartownisia, przerażone dziecko i tyrańskiego artystę”. Współpracownicy Hitchcocka i ludzie znający go osobiście wyrażali swoje oburzenie. Patricia Alma O’Connell uznała, że „Spoto przekręcił fakty”.
W 2000 była współproducentem krótkometrażowego filmu dokumentalnego The Man on Lincoln’s Nose (reż. Daniel Raim). W 2002 dostarczyła rodzinne zdjęcia oraz napisała przedmowę do książki Footsteps in the Fog: Alfred Hitchcock’s San Francisco autorstwa Jeffa Krafta i Aarona Leventhala. Rok później O’Connell opublikowała wspólnie z Laurentem Bouzereau biografię swojej matki – Alma Hitchcock: The Woman Behind the Man, która ukazała się nakładem wydawnictwa Berkley Books.

### Śmierć
Patricia Alma O’Connell zmarła 9 sierpnia 2021 w swoim domu w Thousand Oaks w stanie Kalifornia w wieku 93 lat. Informację o jej śmierci podała najmłodsza córka Kathleen „Katie” O’Connell-Fiala. Druga z córek, Teresa „Tera” Carrubby, przyznała, że jej matka zmarła we śnie z przyczyn naturalnych, dodając: „Zawsze była naprawdę dobra w ochronie spuścizny moich dziadków i upewnianiu się, że zawsze będą pamiętani”. Została pochowana na cmentarzu Valley Oaks Memorial Park w Westlake Village w Kalifornii.

## Życie prywatne
17 stycznia 1952 wyszła za mąż za Josepha E. O’Connella Jr., pochodzącego z Newton w stanie Massachusetts absolwenta prywatnej szkoły średniej Georgetown w Garrett Park w Maryland, który służył w United States Navy (USN) w czasie II wojny światowej. O’Connell Jr. sprawował też funkcję skarbnika Thomas Dalby Corporation w Watertown w Massachusetts. Był on wnukiem stryjecznym późniejszego kardynała, arcybiskupa Bostonu. Uroczystości weselne odbyły się kaplicy Najświętszej Marii Panny w Katedrze Świętego Patryka w Nowym Jorku. Po ślubie wydano przedpołudniowe przyjęcie na górnym tarasie hotelu St. Regis. Hitchcock usiłował przekonać zięcia do pracy w przemyśle filmowym, lecz bez skutku. Mieli trzy córki: Mary Almę Stone (ur. 17 kwietnia 1953), Teresę „Tere” Carrubby (ur. 2 lipca 1954) oraz Kathleen „Katie” Fialę (ur. 27 lutego 1959). Pozostali małżeństwem przez ponad czterdzieści lat, do śmierci męża, który zmarł na atak serca w 1994.

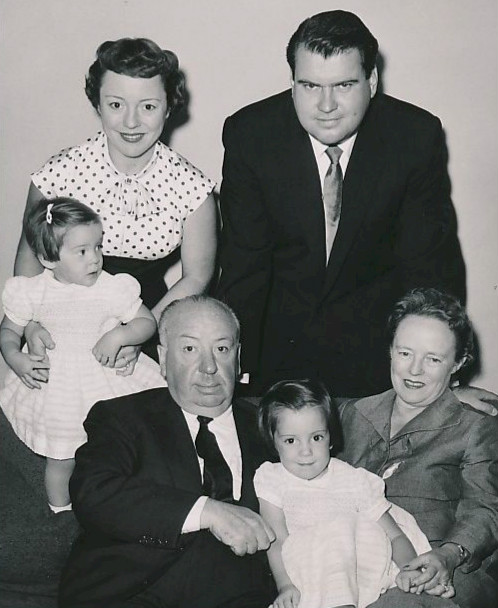
Patricia Alma O’Connell z mężem Josephem, dwiema córkami oraz rodzicami, Alfredem Hitchcockiem i Almą Reville (lata 50.)

Od dzieciństwa jej pasją, którą zaszczepiła w niej matka, była jazda konno. Uprawiała ją, dopóki stan zdrowia jej na to pozwalał.
W rozmowie z dziennikiem „The Guardian” z okazji setnej rocznicy urodzin swojego ojca (1999), przyznała: „Miałam całkowicie normalne życie. Moi rodzice byli zwykłymi ludźmi. Wiem, że wiele osób twierdzi, że mój ojciec musiał mieć mroczną wyobraźnię. Cóż, nie miał. Był genialnym filmowcem i wiedział, jak opowiadać historię, to wszystko”.
W 2018 jej dom spłonął w wyniku niszczycielskiego pożaru Woolsey w południowej Kalifornii.

## Filmografia
| Rok  | Tytuł                  | Rola                             | Uwagi                                                 | Źr     |
| ---- | ---------------------- | -------------------------------- | ----------------------------------------------------- | ------ |
| 1950 | Trema                  | Chubby Bannister                 | tytuł oryg.: Stage Fright                             | [ 40 ] |
| 1950 | The Mudlark            | służąca                          | niewym. w czołówce                                    | [ 21 ] |
| 1951 | Nieznajomi z pociągu   | Barbara Morton                   | tytuł oryg.: Strangers on a Train                     | [ 41 ] |
| 1956 | Dziesięcioro przykazań | dama dworu                       | tytuł oryg.: The Ten Commandments, niewym. w czołówce | [ 26 ] |
| 1960 | Psychoza               | Caroline, współpracownica Marion | tytuł oryg.: Psycho, niewym. w czołówce               | [ 42 ] |
| 1978 | Skateboard             | pani Harris                      |                                                       | [ 28 ] |

### Radio
| Rok  | Program           | Odcinek              | Rola           | Data emisji       | Źr     |
| ---- | ----------------- | -------------------- | -------------- | ----------------- | ------ |
| 1951 | Lux Radio Theatre | Nieznajomi z pociągu | Barbara Morton | 3 grudnia 1951    | [ 43 ] |
| 1953 | Suspense          | Kamień księżycowy    | b.d.           | 16 listopada 1953 | [ 44 ] |

### Telewizja

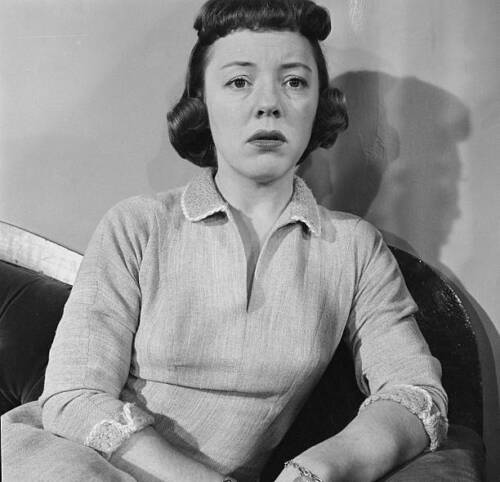
Patricia Alma O’Connell jako Irma Jean Deever w odcinku „Rumors of Evening” audycji Playhouse 90 (1958)

| Rok  | Tytuł                                 | Rola                | Uwagi                     | Źr            |
| ---- | ------------------------------------- | ------------------- | ------------------------- | ------------- |
| 1949 | The Case of Thomas Pyke               | b.d.                | film telewizyjny          | [ 33 ]        |
| 1952 | Suspense                              | Esther Stone        | odcinek z 2 grudnia       | [ 45 ]        |
| 1953 | Life with Father                      | Nora                | sezon 1                   | [ 46 ] [ 47 ] |
| 1954 | My Little Margie                      | b.d.                | odcinek z 31 marca        | [ 45 ]        |
| 1955 | Front Row Center                      | Ann                 | odcinek z 10 sierpnia     | [ 45 ]        |
| 1955 | Alfred Hitchcock przedstawia          | Diana Winthrop      | odcinek z 30 października | [ 45 ]        |
| 1956 | Alfred Hitchcock przedstawia          | Margaret            | odcinek z 22 stycznia     | [ 45 ]        |
| 1956 | Alfred Hitchcock przedstawia          | Ellie Marsh         | odcinek z 13 maja         | [ 45 ]        |
| 1956 | Screen Directors Playhouse            | pielęgniarka Winrod | odcinek z 11 lipca        | [ 45 ]        |
| 1956 | NBC Matinee Theater                   | b.d.                | odcinek z 27 lipca        | [ 45 ]        |
| 1957 | Alfred Hitchcock przedstawia          | Polly Stephens      | odcinek z 17 marca        | [ 45 ]        |
| 1957 | Alfred Hitchcock przedstawia          | Saleslady           | odcinek z 6 października  | [ 45 ]        |
| 1957 | Alfred Hitchcock przedstawia          | Nancy Mason         | odcinek z 3 listopada     | [ 45 ]        |
| 1958 | Alfred Hitchcock przedstawia          | Aileen              | odcinek z 25 maja         | [ 45 ]        |
| 1958 | Suspicion                             | sekretarka          | odcinek z 16 czerwca      | [ 45 ]        |
| 1958 | The Life of Riley                     | Dolly               | odcinek z 24 sierpnia     | [ 45 ]        |
| 1958 | Playhouse 90                          | Irma Jean Deever    | odcinek z 1 maja          | [ 45 ]        |
| 1959 | Alfred Hitchcock przedstawia          | Pat                 | odcinek z 15 lutego       | [ 45 ]        |
| 1960 | Alfred Hitchcock przedstawia          | Dorothy             | odcinek z 17 kwietnia     | [ 45 ]        |
| 1960 | Alfred Hitchcock przedstawia          | Rose                | odcinek z 12 czerwca      | [ 45 ]        |
| 1975 | Ladies of the Corridor                | Irma                | filmy telewizyjne         | [ 28 ]        |
| 1976 | Six Characters in Search of an Author | kobieta             | filmy telewizyjne         | [ 28 ]        |

### Scena
| Rok  | Tytuł           | Rola               | Teatr               | Źr            |
| ---- | --------------- | ------------------ | ------------------- | ------------- |
| 1941 | Solitaire       | Virginia Stewart   | Plymouth Theatre    | [ 11 ] [ 13 ] |
| 1944 | Violet          | Violet             | Belasco Theatre     | [ 15 ] [ 49 ] |
| 1951 | The High Ground | pielęgniarka Brent | 48th Street Theatre | [ 48 ] [ 50 ] |